# Carroll (Nebraska)
Carroll è un comune degli Stati Uniti d'America, situato nello Stato del Nebraska, nella contea di Wayne.